# Égry
Égry ist eine französische Gemeinde mit 356 Einwohnern (Stand 1. Januar 2022) im Département Loiret in der Region Centre-Val de Loire. Sie gehört zum Kanton Le Malesherbois und zum Arrondissement Pithiviers. 
Sie grenzt im Norden an Gaubertin, im Osten an Auxy, im Süden an Beaune-la-Rolande und im Westen an Barville-en-Gâtinais.

## Bevölkerungsentwicklung
| Jahr      | 1962 | 1968 | 1975 | 1982 | 1990 | 1999 | 2008 | 2018 |
| --------- | ---- | ---- | ---- | ---- | ---- | ---- | ---- | ---- |
| Einwohner | 284  | 249  | 230  | 214  | 225  | 264  | 322  | 352  |